# The Plague
The Plague (br: A Praga)  é um filme de terror produzido nos Estados Unidos  em 2006, co-escrito por Hal Masonberg e Teal Minton e dirigido por Hal Masonberg. Foi co-produzido por Clive Barker.

## Sinopse
Certo dia, de forma aleatória, todas as crianças até os nove anos de idade repentinamente entram num estado de coma, gerando pânico entre os pais e confusão nos hospitais. Não encontrando explicações para o ocorrido nem formas de reverter o processo, o mundo fica perplexo diante de um fenômeno que faz com que todas as crianças nascidas nesse período misterioso permaneçam em estado de catatonia. O governo reage criando resoluções para um controle da natalidade, gerando com isso revoltas e tumultos na população. Até que repentinamente também, após longos dez anos de silêncio, todas as antigas crianças (e agora adolescentes) acordam de seus sonos profundos. Porém, seus olhares são sinistros e carregados de um ódio vingativo que os guia para atacar e matar violentamente todos os adultos.
David Russell (Arne MacPherson) e seu filho Eric (Jordan Dock, aos seis anos, e Chad Panting, aos dezesseis), estão entre as vítimas da fúria da inexplicável “praga” que assolou a humanidade. Seu irmão mais novo, Tom (James Van Der Beek, astro principal da série de TV “Dawson´s Creek”), está voltando para casa após cumprir pena na prisão por matar um homem numa briga de bar. Ele pede abrigo na casa de David, uma vez que está tentando se readaptar na sociedade e se reaproximar da magoada ex-esposa, a enfermeira Jean Raynor (Ivana Milicevic). Mas ele não imaginaria que a volta à liberdade traria a surpresa de ter que enfrentar uma legião de adolescentes enfurecidos prontos para aniquilar os adultos.
Quando despertam do sono e iniciam o massacre, Tom parte em busca de Jean no hospital. Lá, eles formam um grupo de sobreviventes que tenta combater a ameaça dos jovens assassinos. O grupo é ainda formado pelo cunhado Sam (Brad Hunt), o xerife Cal Stewart (John P. Connolly), sua esposa Nora (Dee Wallace-Stone, de "ET" e "Cujo"), o policial assistente Nathan (Bradley Sawatzky), e um jovem casal de namorados, Kip (Josh Close) e Claire (Brittany Scobie).

## Elenco
- James Van Der Beek .... Tom Russel
- Ivana Miličević.... Jean Raynor
- Brad Hunt.... Sam Raynor
- Joshua Close.... Kip
- Brittany Scobie.... Claire
- Bradley Sawatzky.... Nathan Burgandy
- John P. Connolly.... Sheriff Cal Stewart
- Dee Wallace.... Nora
- John Ted Wynne.... Dr. Jenkins
- Arne McPherson.... David